# Conny Waßmuth
Conny Waßmuth (n. 4 aprilie 1983, Halle (Saale), RDG) este o caiacistă germană, medaliată olimpică. A participat la 2 ediții ale Jocurilor Olimpice (2008, 2016) în care a câștigat o medalie de aur.